# Manuel Büsser
Manuel Büsser (* 5. Mai 1994) ist ein Schweizer Unihockeyspieler auf der Position des Verteidigers. Büsser steht beim Nationalliga A-Verein UHC Waldkirch-St. Gallen unter Vertrag.

## Karriere
Büsser durchlief alle Juniorenmannschaften des UHC Waldkirch-St. Gallen, nachdem er im Jahr 2000 zum Verein gestossen war. Zu Beginn der Saison 2014/15 wurde Büsser ins Förderkader der NLA berufen. Zur Saison 2015/16 stattete der Verein Büsser mit einem Dreijahresvertrag aus. Büsser trägt beim Verein aus der Ostschweiz die Trikotnummer 21.
In der 20. Runde der Nationalliga A gelang Büsser ein ungewollt schöner Treffer. Der St. Galler wollte zum Wechseln ansetzen bekam jedoch einen Pass von Moreno Sonderegger. Büsser umlief seinen Gegenspieler von Alligator Malans und schoss hinter der Mittellinie ab. Der Ball landete, unhaltbar für den Torhüter, im Tor.
Am 30. März 2017 gab der UHC Waldkirch-St. Gallen bekannt, dass Büsser seinen Kontrakt um ein Jahr bis Ende Saison 2017/18 verlängert hat.